# Adriana Olguín

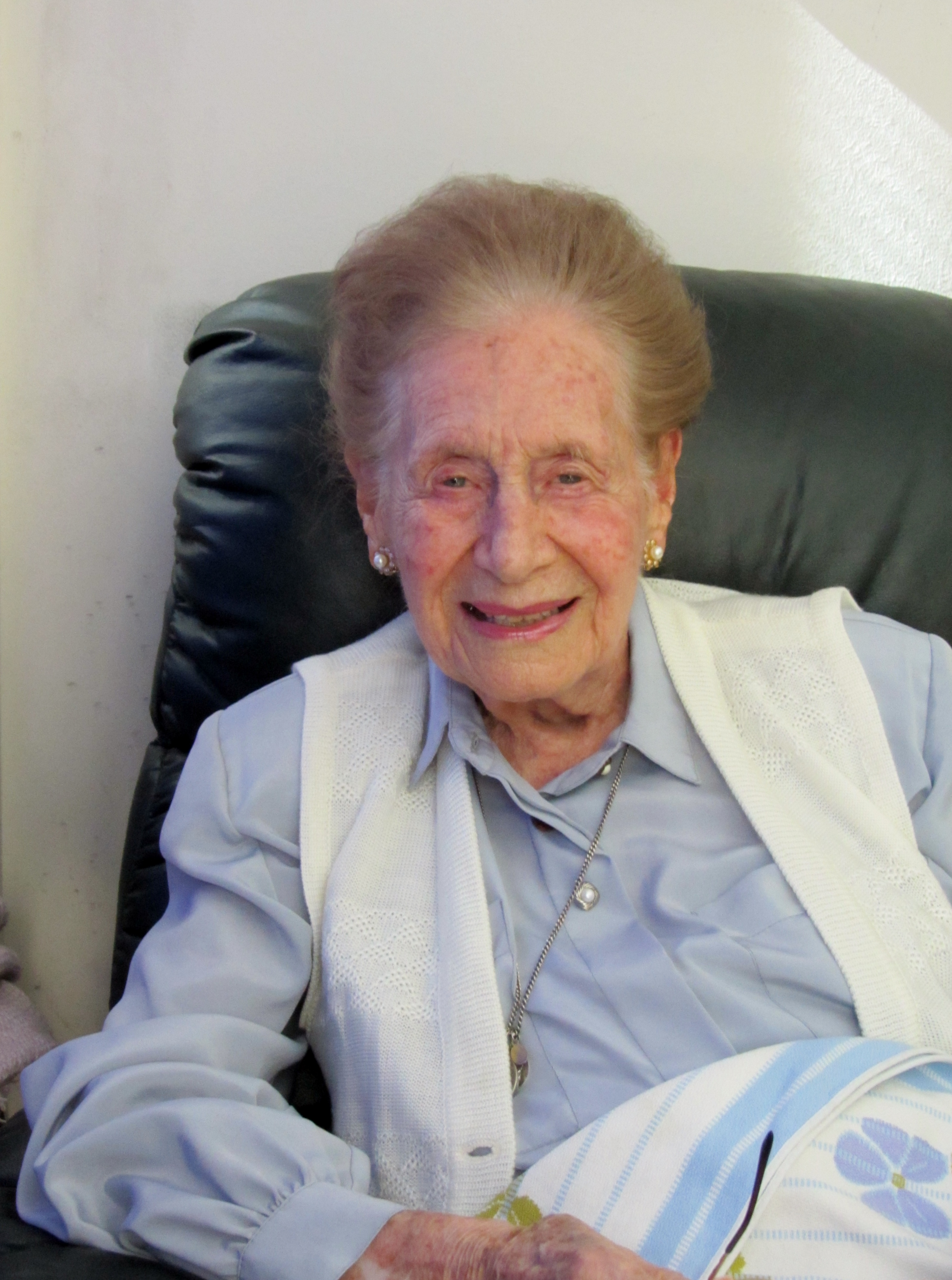
Adriana Olguín (2013)

Adriana Olguín de Baltra (* 18. November 1911 in Valparaíso, Provinz Valparaíso; † 24. Dezember 2015 in Viña del Mar, Provinz Valparaíso) war eine chilenische Rechtsanwältin und Politikerin, die 1952 Justizministerin war und dadurch erste Ministerin Chiles sowie Lateinamerikas wurde.

## Leben
Adriana Olguín begann nach dem Schulbesuch ein Studium der Rechtswissenschaften an der Universidad de Chile, das sie 1938 abschloss. Bereits während des Studiums begann sie 1937 eine Tätigkeit als Sekretärin der Stadtverwaltung von Valparaíso und war dort bis 1940 beschäftigt. 1940 heiratete sie den Rechtsanwalt und Politiker Alberto Baltra, der zwischen 1947 und 1950 Minister für Wirtschaft und Handel sowie von 1968 bis 1973 Senator war. Sie selbst wurde 1946 Leiterin des Frauenbüros (Oficina de la Mujer) und übte diese Funktion bis 1952 aus.
Am 29. Juli 1952 wurde sie von Präsident Gabriel González Videla als Nachfolgerin von Humberto Parada zur Justizministerin (Ministra de Justicia) ernannt und bekleidete dieses Ministeramt bis zum Ende der Amtszeit von Präsident Gabriel González Videla am 3. November 1952. Sie wurde damit erste weibliche Ministerin Chiles sowie Lateinamerikas.
1955 nahm sie nach ihrer Zulassung durch die Anwaltskammer (Colegio de Abogados) eine Tätigkeit als Rechtsanwältin auf und arbeitete später von 1962 bis 1966 als Beraterin des Generalkontrolleurs der Republik (Contraloría General de la República de Chile). Daneben fungierte sie in den 1960er Jahren als Rechtsassessorin des Staatlichen Verteidigungsrates (Consejo de Defensa del Estadio). 1981 wurde sie Mitglied des 1976 eingerichteten Staatsrates (Consejo de Estado de Chile), dem sie bis 1989 angehörte. Ferner wurde sie 1983 Mitglied der Akademie der Sozial-, Politik- und Moralwissenschaften (Academia Chilena de Ciencias Sociales, Políticas y Morales), deren Vizepräsidentin sie von 1995 bis 1997 sowie erneut zwischen 1998 und 2000 war.
Adriana Olguín wurde auf dem Zentralfriedhof von Santiago de Chile (Cementerio General de Santiago) beigesetzt.